# 광화문우체국
광화문우체국(光化門郵遞局)은 서울 종로 지역의 우편 업무 및 우체국금융 관련 업무를 수행하는 서울지방우정청 소속 우체국이다. 서울특별시 종로구 종로 6에 있다. 1967년에 광화문 지하보도 건설과 종로 확장 공사로 인하여, 원래의 위치에서 약간 남쪽으로 이동하여 재건축하였다.

## 기본 정보
- 주소: 서울특별시 종로구 종로 6 (서울지방우정청과 청사 공유)
- 우편번호: 03187

## 연혁

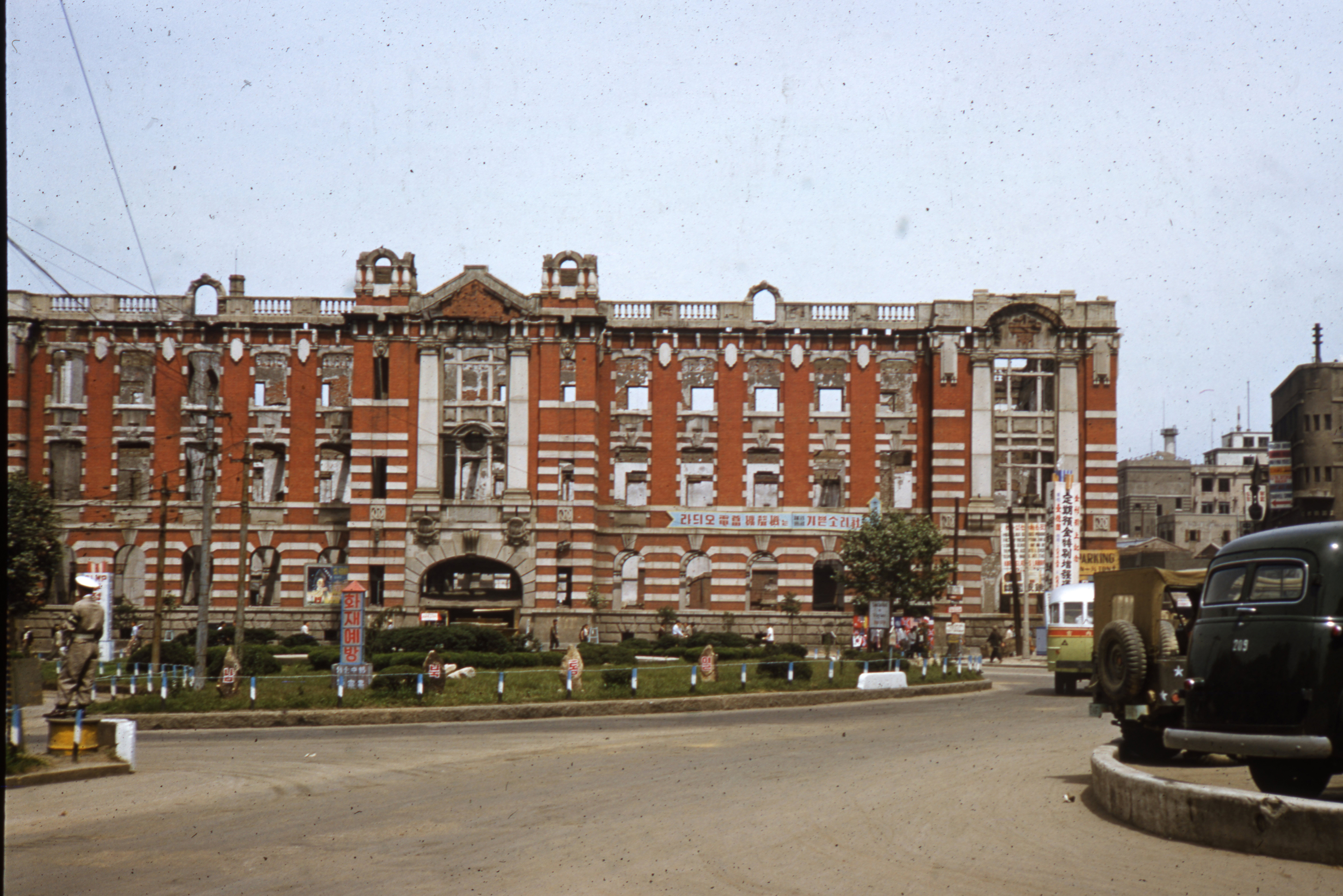
구 광화문우체국 (1954년 6월)

- 1905년 9월 11일: 경성우편국 광화문출장소 개설[2]
- 1906년 6월 30일: 경성우편국 광화문출장소 폐지
- 1906년 7월 1일 : 광화문우편국으로 승격[3]
- 1906년 8월 1일 : 경성동대문통우편수취소 설치[4]
- 1907년 4월 1일 : 경성동대문통우편소 설치[5]
- 1910년 1월 21일 : 경성사동우편소 설치[6]
- 1910년 9월 21일 : 경성종로우편소 설치[7]
- 1910년 10월 21일 : 경성황교통우편소 설치[8]
- 1910년 9월 21일 : 경성청엽정우편소 설치[9]
- 1911년 3월 30일 : 경성사동우편소 이전 및 경성원사정우편소로 명칭 변경[10]
- 1912년 2월 7일 : 경성청엽정우편소 이전 및 경성고시정우편소로 명칭 변경[11]
- 1914년 7월 11일 : 경성동대문통우편소를 경성종로3정목우편소로 명칭 변경[12], 경성종로5정목우편소 설치[13]
- 1914년 8월 1일 : 경성원사정우편소 이전 및 경성관훈동우편소로 명칭 변경, 경성황교통우편소 이전 및 경성원남동우편소로 명칭 변경[14]
- 1914년 8월 26일 : 경성통의동우편소 설치[15]
- 1915년 9월 11일 : 10월 31일까지 조선물산공진회우편국 임시 설치[16]
- 1916년 12월 26일 : 경성고시정우편소를 강기전으로 이전[17]
- 1917년 9월 16일 : 경성종로우편소를 남대문통으로 이전[18]
- 1920년 7월 14일 : 경성종로우편소를 견지동으로 이전[19]
- 1922년 8월 1일 : 경성종로우편소를 종로1정목으로 이전[20]
- 1922년 12월 1일 : 경성종로우편소를 남대문통1정목으로 이전[21]
- 1924년 5월 1일 : 경성종로우편소를 공평동으로 이전[22]
- 1925년 12월 1일 : 경성고시정우편소를 경성강기전우편소로, 경성종로3정목우편소를 경성종로3우편소로 명칭 변경[23]
- 1927년 10월 1일 : 경성종로우편소를 종로2정목으로 이전[24]
- 1929년 9월 7일 : 11월 5일까지 조선박람회우편국 임시 설치[25]
- 1929년 9월 11일 : 경성관훈동우편소 이전 및 경성안국우편소로 명칭 변경[26]
- 1931년 7월 6일 : 경성안국우편소를 관훈동으로 이전[27]
- 1931년 8월 16일 : 경성종로우편소를 공평동으로 이전[28]
- 1932년 2월 21일 : 경성종로2우편소 설치[29]
- 1932년 3월 26일 : 경성혜화동우편소 설치[30]
- 1932년 4월 10일 : 경성통의동우편소를 적성동으로 잠시 이전[31]
- 1932년 7월 10일 : 경성통의동우편소를 통의동으로 이전[32]
- 1933년 8월 15일 : 경성안국우편소를 송현동으로 이전[33]
- 1936년 4월 1일 : 경성원남동우편소를 경성원남정우편소로, 경성통의동우편소를 경성통의정우편소로, 경성혜화동우편소를 경성혜화정우편소로 명칭 변경[34]
- 1939년 2월 1일 : 경성효자정우편소 설치[35]
- 1939년 3월 1일 : 경성창덕궁전우편소 설치[36]
- 1941년 2월 1일 : 경성강기전우편소를 경성강기전우편국으로, 경성창덕궁전우편소를 경성창덕궁전우편국으로, 경성효자정우편소를 경성효자정우편국으로, 경성안국우편소를 경성안국우편국으로, 경성원남정우편소를 경성원남정우편국으로, 경성종로우편소를 경성종로우편국으로, 경성종로2우편소를 경성종로2우편국으로, 경성종로3우편소를 경성종로3우편국으로, 경성종로5정목우편소를 경성종로5우편국으로, 경성통의정우편소를 경성통의정우편국으로, 경성혜화정우편소를 경성혜화정우편국으로 명칭 변경[37]
- 1943년 12월 1일 : 경성제국대학병원내우편국 설치[38]
- 1950년 1월 15일: 광화문우체국으로 개칭
- 1951년 12월 1일 : 서울안국우체국, 서울원남동우체국, 서울종로우체국, 서울종로3우체국, 서울종로5우체국, 서울혜화동우체국 일반사무취급 중지[39]
- 1954년 2월 1일 : 서울원남동우체국 사무재개[40]
- 1954년 9월 15일 : 서울혜화동우체국 사무재개[41]
- 1955년 6월 1일 : 서울안국우체국을 서울안국동우체국으로 명칭 변경 후 사무재개[42]
- 1961년 12월 1일 : 서울종로5가우체국 사무재개[43]
- 1965년 12월 31일 : 서울종로2가우체국 개국[44]
- 1967년 7월 12일: 옛 청사 철거 완료, 현 청사 기공[45]
- 1970년 11월 16일: 현 청사 완공, 개청[46]
- 1971년 6월 1일 : 정부종합청사 구내우체국 개국[47]
- 1981년 9월 10일 : 광화문우체국 교보빌딩분국 신설[48]
- 1983년 6월 15일 : 광화문우체국 한국방송통신대학분국 신설[49]
- 1984년 9월 24일 : 광화문우체국 상명여자대학분국 신설[50]
- 1984년 10월 10일 : 서울세검정우편취급소 신설[51]
- 1986년 12월 1일 : 서울세검정우체국 개국[52]
- 1987년 12월 14일 : 서울숭인동우체국 개국[53]
- 1987년 12월 21일 : 광화문우체국 상명여자대학분국을 서울상명여자대학교우체국으로, 광화문우체국 교보빌딩분국을 서울교보빌딩우체국으로, 광화문우체국 서울대학교병원분국을 서울대학교병원우체국으로, 광화문우체국 성균관대학교분국을 서울성균관대학교우체국으로, 광화문우체국 한국방송통신대학분국을 한국방송통신대학우체국으로 명칭 변경[54]
- 1987년 12월 30일 : 국립중앙박물관우편취급소 신설[55]
- 1989년 1월 20일 : 서울사직동우편취급소 신설
- 1992년 3월 30일 : 서울삼청동우체국 개국[56]
- 1993년 12월 27일 : 서울교보빌딩우체국을 통신센타우체국으로 명칭 변경[57]
- 1994년 6월 30일: 청사 대수선 완공
- 1994년 12월 15일 : 서울관훈동우편취급소, 서울창신2동우편취급소 개국
- 1996년 12월 2일 : 서울홍파동우편취급소 개국[58]
- 1997년 11월 10일 : 서울종로6가우편취급소 개국[59]
- 1998년 3월 2일 : 정부종합청사구내우체국을 정부세종로청사우체국으로 명칭 변경[60]
- 1999년 7월 1일 : 서울창신1동우편취급소 개국[61]
- 1999년 9월 2일 : 정부세종로청사우체국을 정부중앙청사우체국으로 명칭 변경[62]
- 2011년 8월 31일 : 서울석탄회관우편취급국 폐국[63]
- 2012년 8월 28일 : 광화문우체국 우정총국출장소 개국
- 2013년 1월 15일: 정부중앙청사우체국을 정부서울청사우체국으로 명칭 변경[64]
- 2014년 1월 1일: 우편구역을 다음과 같이 고시[65]

| 배달국       | 배달구역      | 구역번호      |
| ------------ | ------------- | ------------- |
| 광화문우체국 | 종로구 전지역 | 03000 ~ 03198 |

- 2014년 7월 4일: 상명대학교우체국, 성균관대학교우체국 폐국[66]
- 2014년 7월 7일 : 상명대학교우편취급국, 성균관대학교우편취급국 신설
- 2015년 12월 4일: 서울원남동우체국 폐국[67]
- 2017년 6월 30일: 서울사직동우편취급국 폐국[68]
- 2017년 9월 13일: 우정총국출장소 폐국[69]
- 2018년 7월 31일: 한국방송통신대학우체국 폐국[70]
- 2020년 9월 4일 : 정부서울청사우체국, 서울대학교병원우체국 폐국[71]
- 2020년 9월 14일 : 정부서울청사우편취급국, 서울대학교병원우편취급국 신설[72]
- 2021년 5월 10일 : 서울종로6가우편취급국을 종로구 종로41길 39에서 종로41길 36으로 이전[73]

## 관할 우체국
| 우체국명                     | 사진 | 주소                                                                     | 비고                                                                  |
| ---------------------------- | ---- | ------------------------------------------------------------------------ | --------------------------------------------------------------------- |
| 국립중앙박물관우편취급소     |      | 서울특별시 종로구 세종로                                                 | 구 조선총독부 청사에 위치함                                           |
| 상명대학교우체국             |      | 서울특별시 종로구 홍지문2길 20(홍지동)                                   | 2014년 7월 4일 폐국                                                   |
| 상명대학교우편취급국         |      | 서울특별시 종로구 홍지문2길 20 (홍지동)                                  | 2014년 7월 7일 신설                                                   |
| 서울관훈동우편취급국         |      | 서울특별시 종로구 삼봉로 81 (수송동)                                     |                                                                       |
| 서울내수동우편취급국         |      | 서울특별시 종로구 새문안로3길 30 (내수동)                                |                                                                       |
| 서울대학교병원우체국         |      | 서울특별시 종로구 대학로 101(연건동)                                     | 2020년 9월 11일 폐국                                                  |
| 서울대학교병원우편취급국     |      | 서울특별시 종로구 대학로 101 (연건동)                                    | 2020년 9월 14일 신설                                                  |
| 서울사직동우편취급국         |      | 서울특별시 종로구 사직로 73 (사직동)                                     | 1989년 1월 20일 신설 2017년 6월 30일 폐국                             |
| 서울삼청동우체국             |      | 서울특별시 종로구 북촌로 109 (삼청동)                                    | 1992년 3월 30일 신설                                                  |
| 서울세검정우체국             |      | 서울특별시 종로구 세검정로 258 (신영동)                                  | 1986년 12월 1일 신설                                                  |
| 서울숭인동우체국             |      | 서울특별시 종로구 지봉로 88 (숭인동)                                     |                                                                       |
| 서울안국동우체국             |      | 서울특별시 종로구 율곡로 49(안국동)                                      |                                                                       |
| 서울원남동우체국             |      | 서울특별시 종로구 율곡로 160 (원남동)                                    | 2015년 12월 4일 폐국                                                  |
| 서울종로2가우체국            |      | 서울특별시 종로구 종로17길 8 (종로2가)                                   |                                                                       |
| 서울종로5가우체국            |      | 서울특별시 종로구 종로 207-1 (종로5가)                                   |                                                                       |
| 서울종로6가우편취급국        |      | 서울특별시 종로구 종로31길 36 (종로6가)                                  | 1997년 11월 10일 신설 2021년 5월 10일 이전                            |
| 서울창신1동우편취급국        |      | 서울특별시 종로구 종로 328 (창신동)                                      | 1999년 7월 1일 신설                                                   |
| 서울창신2동우편취급국        |      | 서울특별시 종로구 낙산길 196 (창신동)                                    | 1994년 12월 15일 신설                                                 |
| 서울통의동우체국             |      | 서울특별시 종로구 자하문로 30 (통의동)                                   |                                                                       |
| 서울혜화동우체국             |      | 서울특별시 종로구 혜화로 1(혜화동)                                       |                                                                       |
| 서울홍파동우편취급국         |      | 서울특별시 종로구 송월길 99, 상가동 1층 2145호 (홍파동, 경희궁자이2단지) |                                                                       |
| 성균관대학교우체국           |      | 서울특별시 종로구 성균관로 25-2 (명륜3가)                                | 2014년 7월 4일 폐국                                                   |
| 성균관대학교우편취급국       |      | 서울특별시 종로구 성균관로 25-2 (명륜3가)                                | 2014년 7월 7일 신설                                                   |
| 우정총국출장소               |      | 서울특별시 종로구 우정국로 59 (견지동)                                   | 2017년 9월 13일 폐국                                                  |
| 정부서울청사우체국           |      | 서울특별시 종로구 세종대로 209 (세종로)                                  | 2013년 1월 15일 정부중앙청사우체국에서 명칭 변경 2020년 9월 11일 폐국 |
| 정부서울청사우편취급국       |      | 서울특별시 종로구 세종대로 209 (세종로)                                  | 2020년 9월 14일 신설                                                  |
| 한국방송통신대학우체국       |      | 서울특별시 종로구 대학로 86 (동숭동)                                     | 2018년 7월 31일 폐국                                                  |
| 한국방송통신대학교우편취급국 |      | 서울특별시 종로구 대학로 86 (동숭동)                                     |                                                                       |

## 조직
- 영업과
  - 우편영업실
  - 금융영업실
- 우편물류과
  - 물류실
  - 소포실
  - 집배실
  - 특수발착사서함
- 지원과
- 보험심사지급과
- 경영지도실